# Земя Палмър
Земя Палмер (на английски: Palmer Land) е територия от Западна Антарктида, заемаща южната част (основата) на Антарктическия полуостров.
Простира се между 69° и 78° ю.ш. и 60° и 76° з.д. На запад граничи с шелфовия ледник Джордж VI на море Белингсхаузен от тихоокеанския сектор на Южния океан, а на изток и югоизток – с шелфовите ледници Ларсен и Едит Роне на море Уедъл от атлантическия сектор на Южния океан. На север граничи със Земя Греъм, като границата преминава от нос Берто на запад до нос Агасис на изток. На югозапад условната граница със Земя Елсуърт се прекарва от фиорда Карлсон (78°00′ ю. ш. 78°30′ з. д. / 78° ю. ш. 78.5° з. д.) на шелфовия ледник Едит Роне до (73°40′ ю. ш. 76°00′ з. д. / 73.666667° ю. ш. 76° з. д.) на шелфовия ледник Джордж VІ.
По западното и крайбрежие от север на юг са разположени бреговете Раймил и Инглиш, а по източното – от север на юг бреговете Уилкинс, Блек, Ласитер, Орвил и Зумберг. Западното крайбрежие е слабо разчленено, докато източното е изпъстрено с множество полуострови – Холик-Кеньон, Айелсън, Мерц, Кемп, Смит, Боусън, Додсън и др. и десетки големи ледени заливи между тях: Ревел, Смит, Лерке, Хилтън, Виоланте, Мейсън, Ню Бедфорд, Райт, Колер, Нантакет, Гарднър и др. В близост до брега, в пределите на двата шелфови ледника се намират и множество острови: Хърст, Юинг, Долеман, Стийл, Бътлър и др.
Земя Палмер е изцяло покрита с дебела ледена покривка, над която стърчат отделни оголени върхове и нунатаки. В северната чест се простира леденото плато Дайер, а в центърната и част – планината Гутенко. Покрай западното крайбрежие е разположена планината Батърби (връх Уорд 2600 m), от която в шелфовия ледник Джордж VІ се спускат планинските ледници Юрика, Райли, Чапмен, Милет, Бертрам, Рейдър, Гуденаф и др. Източното крайбрежие е заето от мощния хребет Етернити с най-високата точка на Земя Палмер – връх Джаксън 4193 m. От него на изток в шелфовите ледници Ларсен и Едит Роне и в море Уедъл се спускат големи планински ледници: Кейси, Бингам, Клифърд, Грунинг, Бомон, Дефант, Мосби, Мейнардус, Суона, Келси, Уетмор, Кетчъм и др.
В периода от 1935 до 1947 г. Земя Палмър е обект на интензивни изследвания и топографски картирания от въздуха и от наземни екипи. Цялата територия е открита и изследвана от експедициите на:
- 1935 г. – Линкълн Елсуърт
- 1936 – 37 г. – Джон Раймил
- 1940 г. – Глен Дайер и други участници н американската антарктическа експедиция 1939 – 41 г., ръководена от Ричард Бърд
- 1947 г. – Фин Роне, Джеймс Ласитер, Пирс-Бътлър.

През 1962 г. Консултативният комитет по антарктическите названия на САЩ официално наименува тази част от територията на Антарктида Земя Палмер, в чест на американския ловец на тюлени Натаниъл Палмър, който през 1820 и 1822 – 23 г. пръв плава във водите около Антарктическия полуостров..